# 석보중학교
석보중학교(石保中學校)는 대한민국 경상북도 영양군 석보면 원리리에 있는 공립 중학교이다.

## 학교 연혁
- 1953년 3월 20일 : 사설강습소 석보중학원 발족
- 1955년 3월 28일 : 면립 고등공민학교 인가(3학급)
- 1959년 4월 1일 : 도립 고등공민학교 인가(3학급)
- 1963년 12월 16일 : 공립 석보중학교 승격 인가(3학급)
- 1964년 3월 5일 : 석보중학교 1기 입학식
- 2022년 12월 30일 : 제57회 졸업(총 5,074명)
- 2023년 9월 1일 : 제32대 배재호 교장 취임
- 2024년 3월 4일 : 신입생 4명 입학

## 참고 자료
- 석보중학교 - 한국교육학술정보원 학교알리미